# Chicanoliteratuur
Chicanoliteratuur is literatuur geschreven door Chicano's, Mexicaanse Amerikanen, in de Verenigde Staten. Chicanoliteratuur kan zowel Engels- als Spaanstalig zijn.

## Geschiedenis
Hoewel men de geschiedenis van de Chicanoliteratuur doorgaans in de 16e eeuw laat beginnen - met de kronieken van Álvar Núñez Cabeza de Vaca - dateert het grootste deel van na de Vrede van Guadalupe Hidalgo in 1848, toen de Verenigde Staten in de nasleep van de Mexicaans-Amerikaanse Oorlog grote delen van het huidige Mexico annexeerden. De bewoners van het betreffende gebied ontwikkelden vervolgens een eigen cultuur, die noch echt Amerikaans noch Mexicaans te noemen was. De Chicanocultuur heeft sindsdien verder vorm gekregen dankzij de migratie van veel Mexicanen naar de Verenigde Staten sinds de 19e eeuw. 
Volgens recensent Raymund Paredes had de Mexicaans-Amerikaanse literatuur rond 1900 een zodanig eigen karakter gekregen dat zij geheel kon worden onderscheiden van de overige, bijna uitsluitend Engelstalige literatuur van de Verenigde Staten. Paredes benadrukt met name het belang van de roman Mexican Village (1945) van Josephina Niggli.

## Belangrijke namen
Enkele belangrijke auteurs binnen de Chicanoliteratuur zijn: Rudolfo Anaya, Américo Paredes, Rodolfo Gonzales, Sandra Cisneros, Gary Soto, Oscar Zeta Acosta, Luis Valdez, John Rechy, Luis Omar Salinas, Denise Chavez, Benjamin Alire Saenz en Alicia Gaspar de Alba. María Ruiz de Burton was rond 1872 de eerste vrouw van Mexicaans-Amerikaanse afkomst die in het Engels schreef. Rodolfo Acuña beschrijft in zijn boek Occupied America de geschiedenis van de Verenigde Staten vanuit het oogpunt van de Chicano's. Felipe de Ortego y Gasca beschreef de geschiedenis van de Chicanoliteratuur voor het eerst in zijn Backgrounds of Mexican American Literature (1971).